# نبردناو کلاس پرسفت
نبردناو کلاس پرسفت (به انگلیسی: Peresvet-class battleship) یک کلاس از کشتی است که طول آن ۴۳۴ فوت ۵ اینچ (۱۳۲٫۴ متر) می‌باشد.